# زام فريدريك
زام فريدريك (بالإنجليزية: Zam Fredrick)‏ مواليد 17 أغسطس 1959، هو مدرب كرة سلة أمريكي ولاعب سابق. بدأ مسيرته الاحترافية في سنة 1981. تم اختياره من قبل فريق لوس أنجلوس ليكرز خلال الدرافت. حمل الرقم 20. يبلغ طوله 6 قدم 2 بوصة (1.9 م). اعتزل اللعب في 1987. لعب مع فيرتوس بالاكانسترو بولونيا وفيكتوريا يبرتاس بيزارو.

## روابط خارجية
- زام فريدريك على موقع سبورتس رفرنس (الإنجليزية)
- زام فريدريك على موقع كلية كرة السلة في سبورتس رفرنس.كوم (الإنجليزية)
- زام فريدريك على موقع ريلجم (الإنجليزية)